# Claperols
|  | Per a altres significats, vegeu «Volcà de Claperols». |

Claperols és un mas al Pla de Begudà al sud-est del nucli de Sant Joan les Fonts (la Garrotxa). El mas Claperols o Pararols està situat a la costa d'Aiguanegra, al vessant que mira a la plana de Begudà. Es tracta d'un conjunt d'edificacions format per una àmplia pallissa, l'era, els corrals, cabanes i la casa pairal. Varen ser bastides amb pedra volcànica del país, alternant amb pedra i carreus, sobretot per fer els cantoners i emmarcar les obertures. L'estat general del conjunt és molt deficient.

## Història
Mas format per la unió de les dues bordes de Claperols i Siguitardia, la primera emfiteuta de la família Guardiola. La senyora útil de la borda de Siguitardia, Ermessenda de Siguitardia, va fer donació el 10 de setembre de 1251 a favor de Raimunda de Claperols, filla de Guillem de Claperols, dels seus honors de Siguitardia, salvant el directe domini pel priorat de Sant Joan les Fonts, aprovant la donació fra Deodat, prior. Hereus d'aquest mas foren: Bernat (1358), Pere (1389 - 1414), Pere Joan (després de 1414), Miquel (1554), Guerau (1557 - 1572), Joan (1583), Antic (1607 - 1642), Josep (abans del 1713), Pau (1713 - 1729), Bartomeu (1729 - 1751) i Josep (1818).